# Carlos Vargas
Carlos Vargas Moreno (n. Cartago, Valle del Cauca, 23 de enero de 1979) es un presentador colombiano, reconocido por ser el presentador del programa La Red de Caracol Televisión.

## Biografía
Nacido en Cartago, Valle del Cauca, Comunicador y Periodista de la Universidad Jorge Tadeo Lozano de Bogotá, Colombia. Comenzó siendo reportero del espectáculo en “Sweet, el Dulce Sabor del Chisme”, como locutor en “Vibra Bogotá”, “El Cocuyo” y “La Escalera”. También escribió para varios periódicos del país a través de “Colprensa”, tuvo una sección en “Día a Día” llamada “La Silla Eléctrica de Carlos Vargas” y fue copresentador del reality “La Pista” del Canal Caracol.
En todos estos roles su alto nivel de empatía con la gente le ha permitido ser figura actual del entretenimiento colombiano, gracias también a su capacidad histriónica. 
Actualmente es presentador del programa de entretenimiento y farándula  La Red que se emite los fines de semana.

## Filmografía

### Televisión
| Año           | Programa                                        | Rol          | Canal              |
| ------------- | ----------------------------------------------- | ------------ | ------------------ |
| 2023          | Drag Race México                                | Invitado     | MTV                |
| 2022          | Bake Off Celebrity, el gran pastelero: Colombia | Participante | HBO Max            |
| 2021          | Voy por ti, juega por mi                        | Participante | Caracol Televisión |
| 2013          | La Pista                                        | Presentador  | Caracol Televisión |
| 2011-presente | La Red                                          | Presentador  | Caracol Televisión |
| 2011          | Día a día                                       | Presentador  | Caracol Televisión |
| 2009-2011     | Sweet, el dulce sabor del chisme                | Presentador  | Canal Uno          |
| 2009          | La Escalera - Humor Político                    | Locutor      | Radio Súper        |
| 2009          | Cocuyo - Humor Cotidiano                        | Locutor      | RCN Radio          |
| 2008-2011     | Colprensa - Medio escrito                       | Columnista   | Colprensa          |
| 2007-2011     | Vibra - Bogota                                  | Locutor      | Radiópolis         |

## Premios y nominaciones

### Premios TVyNovelas
| Año  | Categoría                              | Programa de entretenimiento        | Resultado |
| ---- | -------------------------------------- | ---------------------------------- | --------- |
| 2013 | Mejor Presentador/a De Entretenimiento | La Red                             | Nominado  |
| 2014 | Mejor Presentador/a De Entretenimiento | La Red                             | Nominado  |
| 2015 | Mejor Presentador/a De Entretenimiento | Presentador de Variedades Favorito | Ganador   |
| 2016 | Mejor Presentador/a De Entretenimiento | Presentador de Variedades Favorito | Ganador   |